# Matiašovce
Matiašovce este o comună slovacă, aflată în districtul Kežmarok din regiunea Prešov. Localitatea se află la altitudinea de 544 m deasupra n.m., se întinde pe o suprafață de 17,5 km2 și în 2017 număra 798 de locuitori.

## Istoric
Localitatea Matiašovce este atestată documentar din 1326.

## Demografie
| An:                | 1994 | 2004   | 2014   | 2024   |
| ------------------ | ---- | ------ | ------ | ------ |
| Număr de persoane: | 747  | 781    | 789    | 851    |
| Diferență:         |      | +4,55% | +1,02% | +7,85% |

| An:                | 2023 | 2024   |
| ------------------ | ---- | ------ |
| Număr de persoane: | 832  | 851    |
| Diferență:         |      | +2,28% |